# SEAT
SEAT S.A. (исп. Sociedad Española de Automóviles de Turismo, «Испанское сообщество легковых автомобилей для туризма», на русском языке произносится «Сеа́т») — испанская автомобилестроительная компания; входит в состав Volkswagen Group.
Штаб-квартира находится в Барселоне (пригород Марторель), Испания.

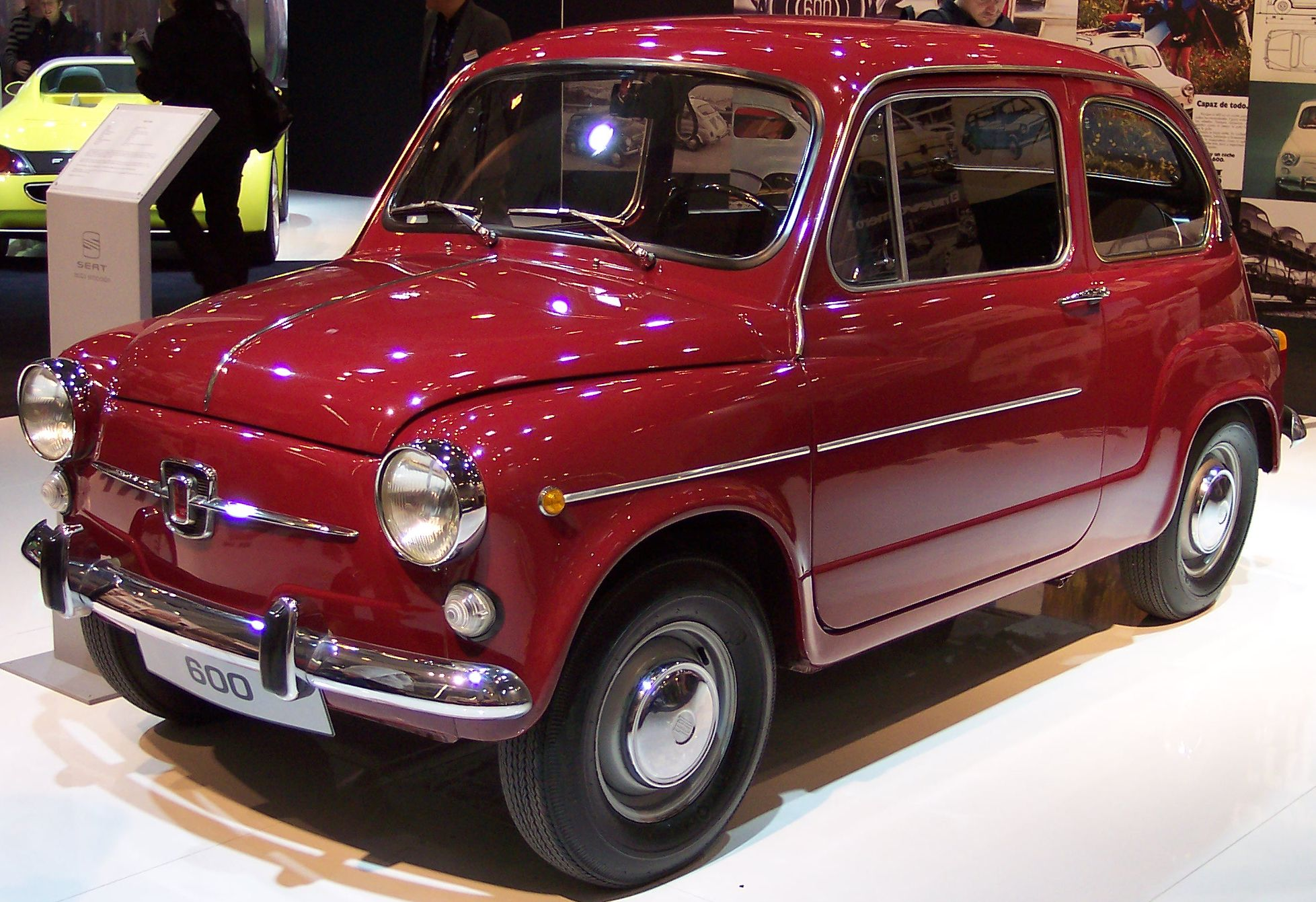
SEAT 600

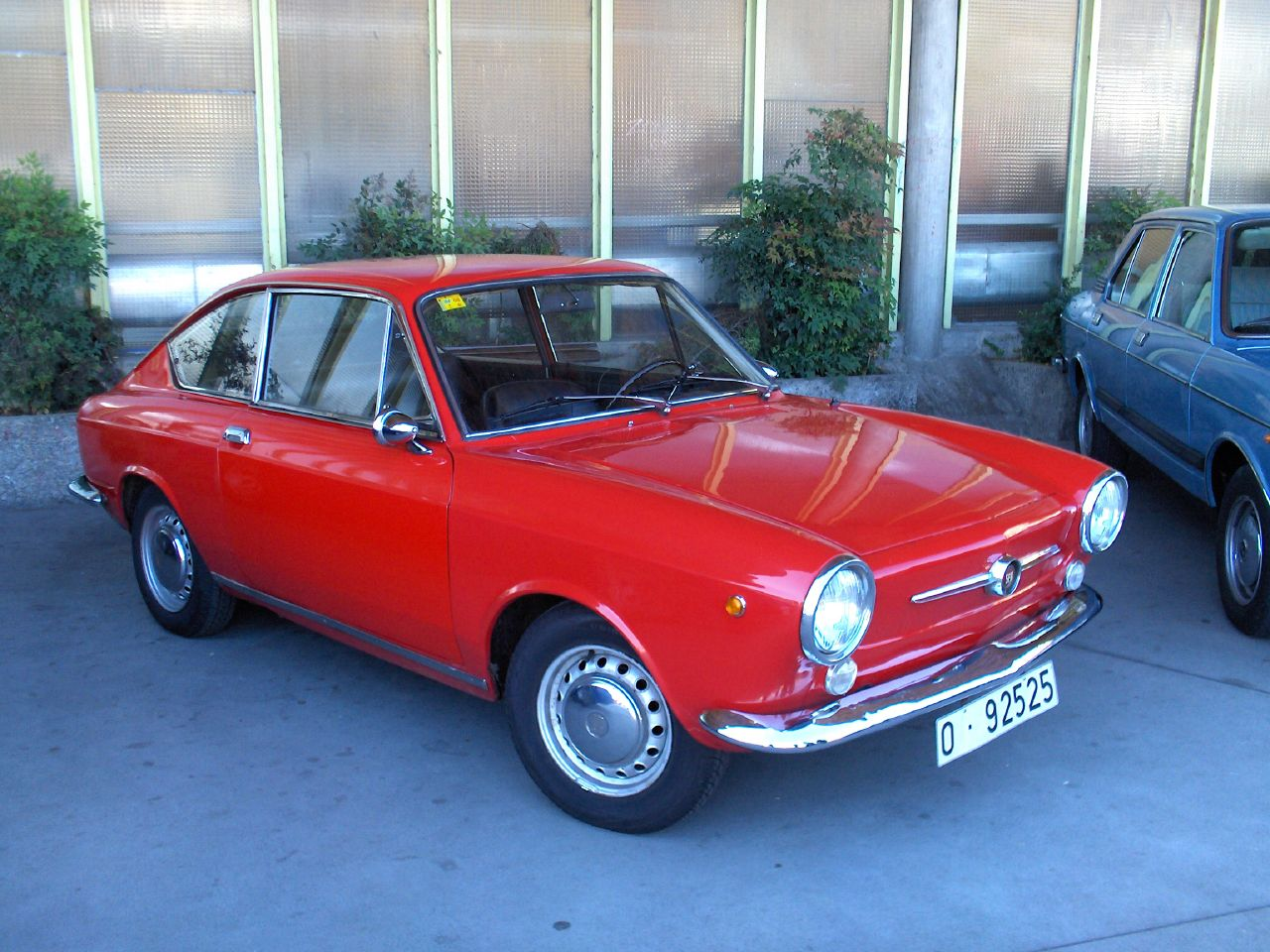
SEAT 850 Coupé

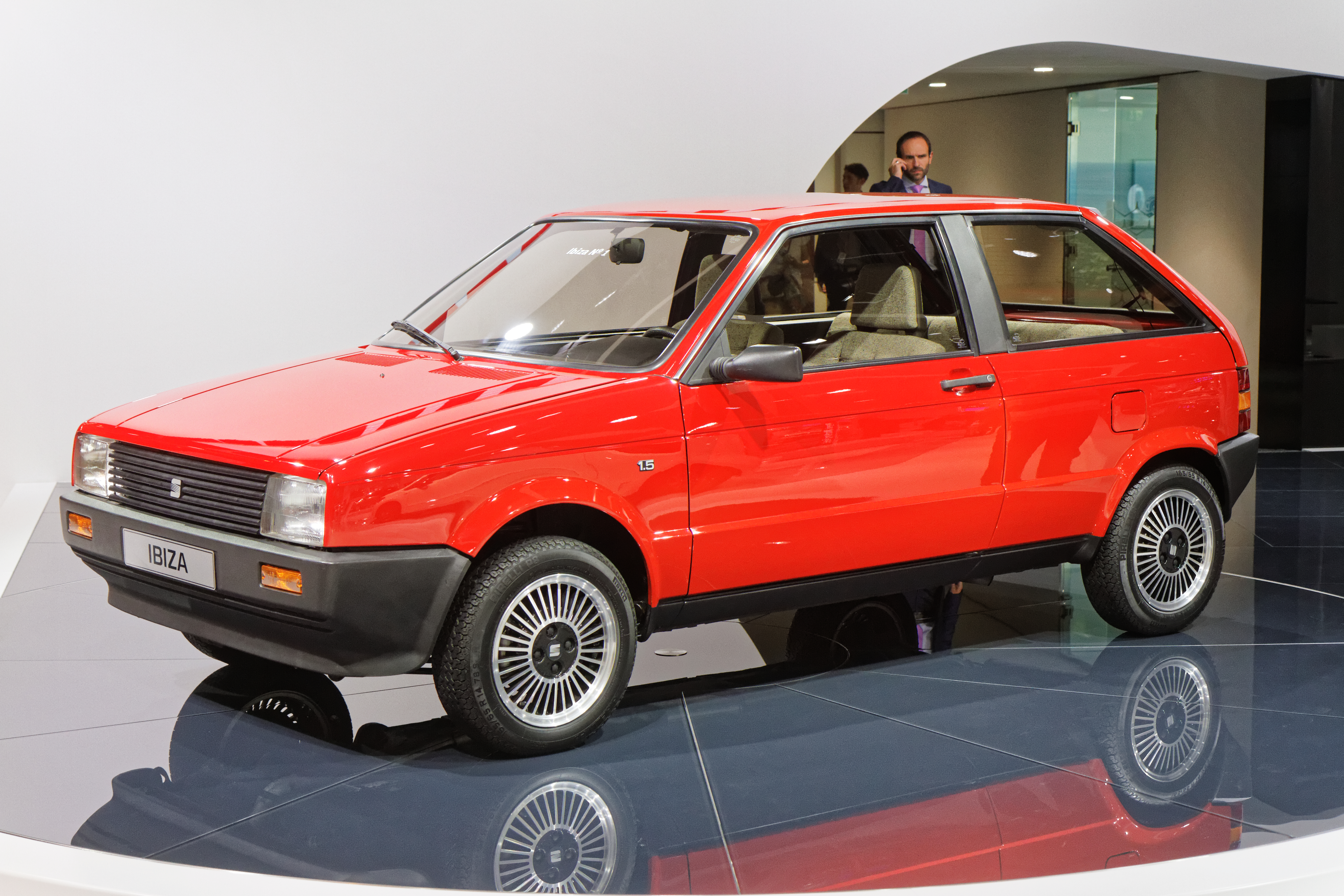
SEAT Ibiza

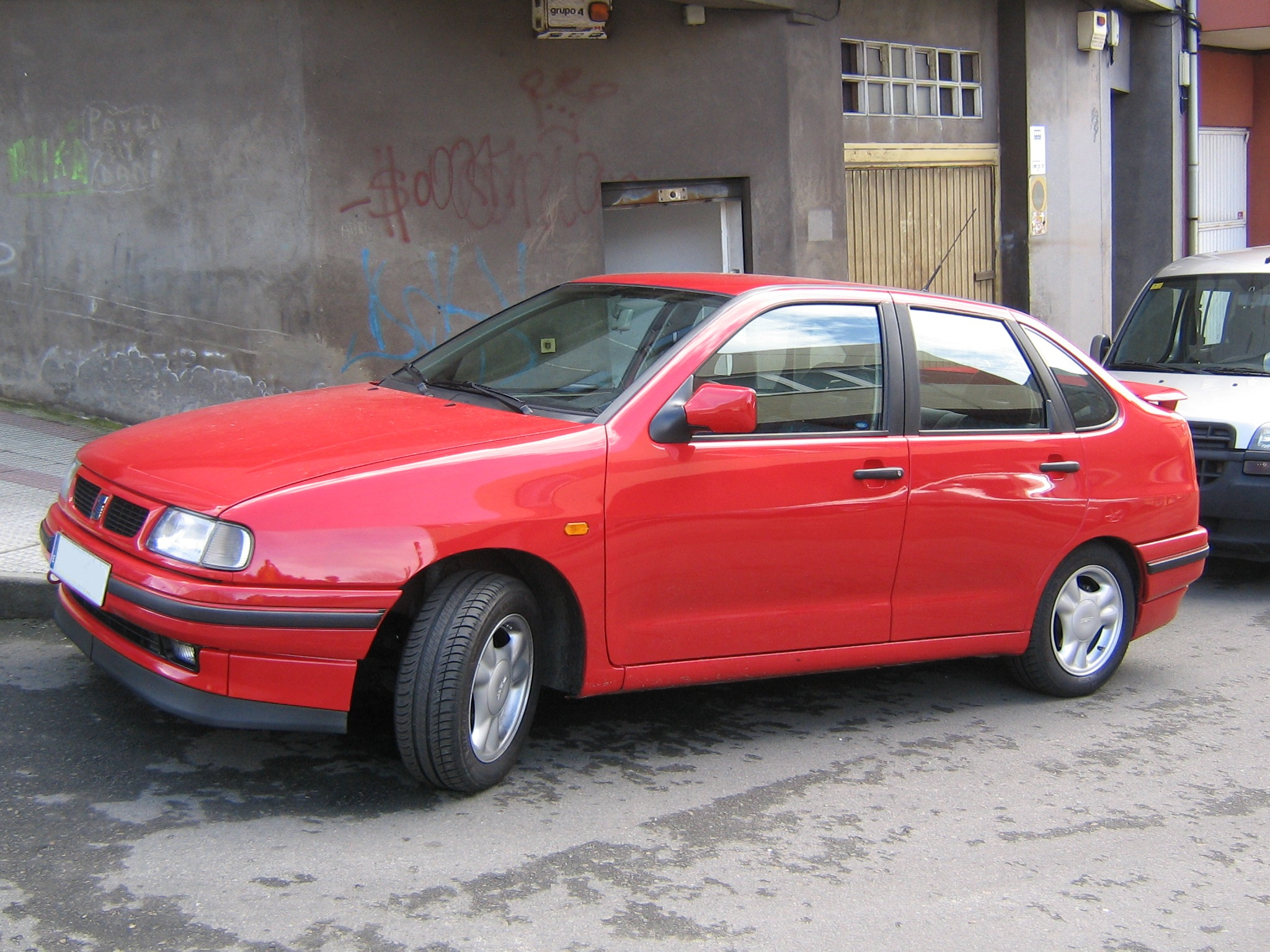
SEAT Córdoba

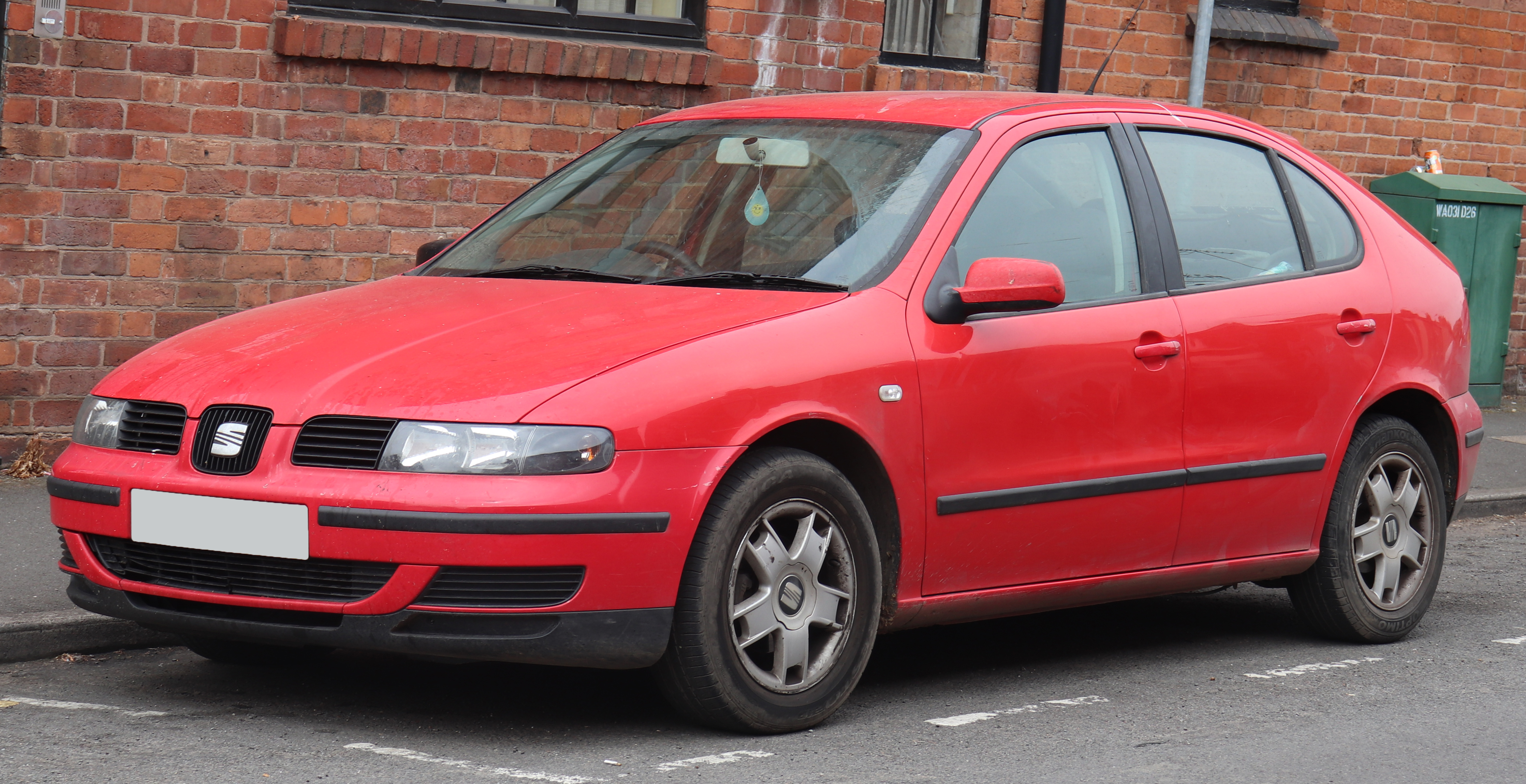
SEAT León

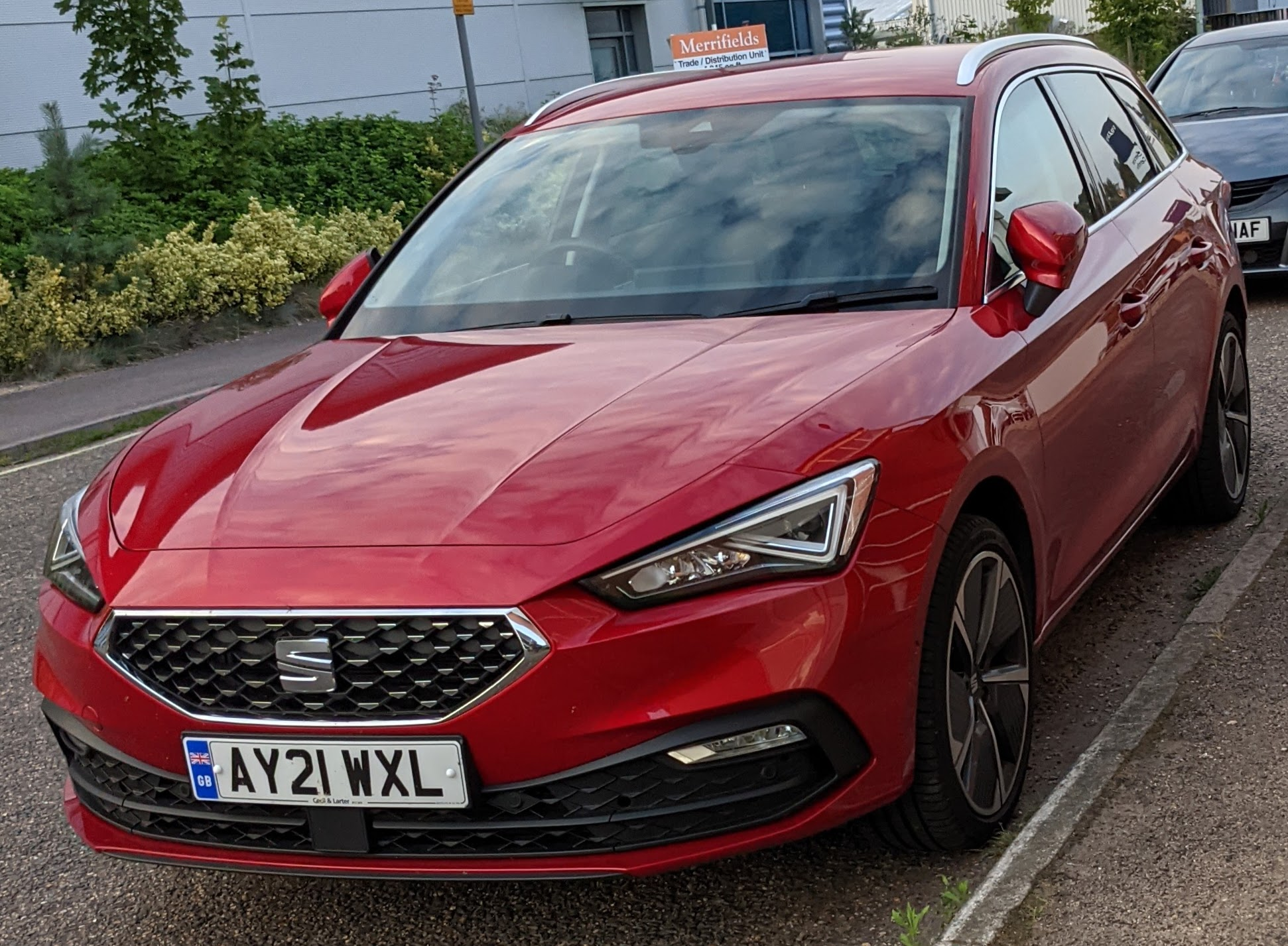
SEAT León ST

## История
История испанских автомобилей началась в 1919 году: тогда итальянская компания «Фиат» (Fiat) открыла в Испании, в пригороде Барселоны, свой филиал.
13 ноября 1953 года с конвейера завода в Мартореле сошёл первый автомобиль SEAT.
С 1972 года испанские гонщики неоднократно выступали в национальных и европейских раллийных чемпионатах. В 1974 году выпускается двухмиллионный SEAT.
В 1980 году Fiat отказался увеличить свой капитал в SEAT и прекратил 30-летнее сотрудничество с испанской компанией.
30 сентября 1982 года было подписано соглашение о сотрудничестве SEAT с немецким концерном Volkswagen AG, а 9 июня 1986 года Volkswagen приобрёл 51 % акций испанской компании. В 1990 году Volkswagen стал полноправным владельцем SEAT.
С сезона 2009—2010 гг. — официальный спонсор футбольной Лиги Европы УЕФА.
В 2023 году Seat объявил о прекращении выпуска автомобилей под брендом Seat, новые модели будут выпускаться под брендом «Купра» («Cupra»). Бренд Seat будет жить, но в другой роли.

## Cupra

Логотип Cupra

В 2018 году предыдущая топовая комплектация Cupra была запущена как отдельный бренд наряду с SEAT, и в то же время SEAT Sport стал Cupra Racing. Cupra описывает себя как «нетрадиционный бренд-претендент, основанный на стимулирующем стиле и современных характеристиках, который вдохновляет мир от Барселоны прогрессивными автомобилями и впечатлениями». Головной офис Cupra находится в Марторелле, Испания, а также сеть специализированных точек продаж по всему миру.

## Деятельность
В 2015 году компания реализовала 400 тыс. автомобилей, в 2014 году — 390,5 тыс., а в 2013 году — 355 тыс.
Численность персонала — 15 тыс. человек (2015 год). Выручка компании в 2015 году составила €8,3 млрд (рост на 11 % по сравнению с 2014 годом), чистая прибыль — €6 млн (в 2014 году чистый убыток составил €66 млн).
В 1996 году марка SEAT официально вышла на российский рынок. С 1 января 2015 года компания прекратила поставки автомобилей в Россию в связи с непростой экономической ситуацией.

## Модельный ряд

### Предыдущие модели
- 1200 Sport
- 1400
- 1430
- 1500
- 124
- 127
- 128
- 131
- 132
- 133
- 600/800
- 850
- Altea
- Altea XL
- Altea Freetrack
- Arosa
- Cordoba
- Exeo/Exeo ST
- Fura
- Inca
- Málaga
- Marbella (на базе Fiat Panda)
- Panda
- Ronda
- Terra

### Текущие модели
- Ateca
- Arona
- Alhambra
- Ibiza
- León
- Mii
- Toledo
- Tarraco

### Cupra
- Formentor
- Born
- Tavascan

### Концепты
- 20V20
- Cupra GT
- Formula
- Salsa
- Tango
- Tribu
- Minimo

## Галерея

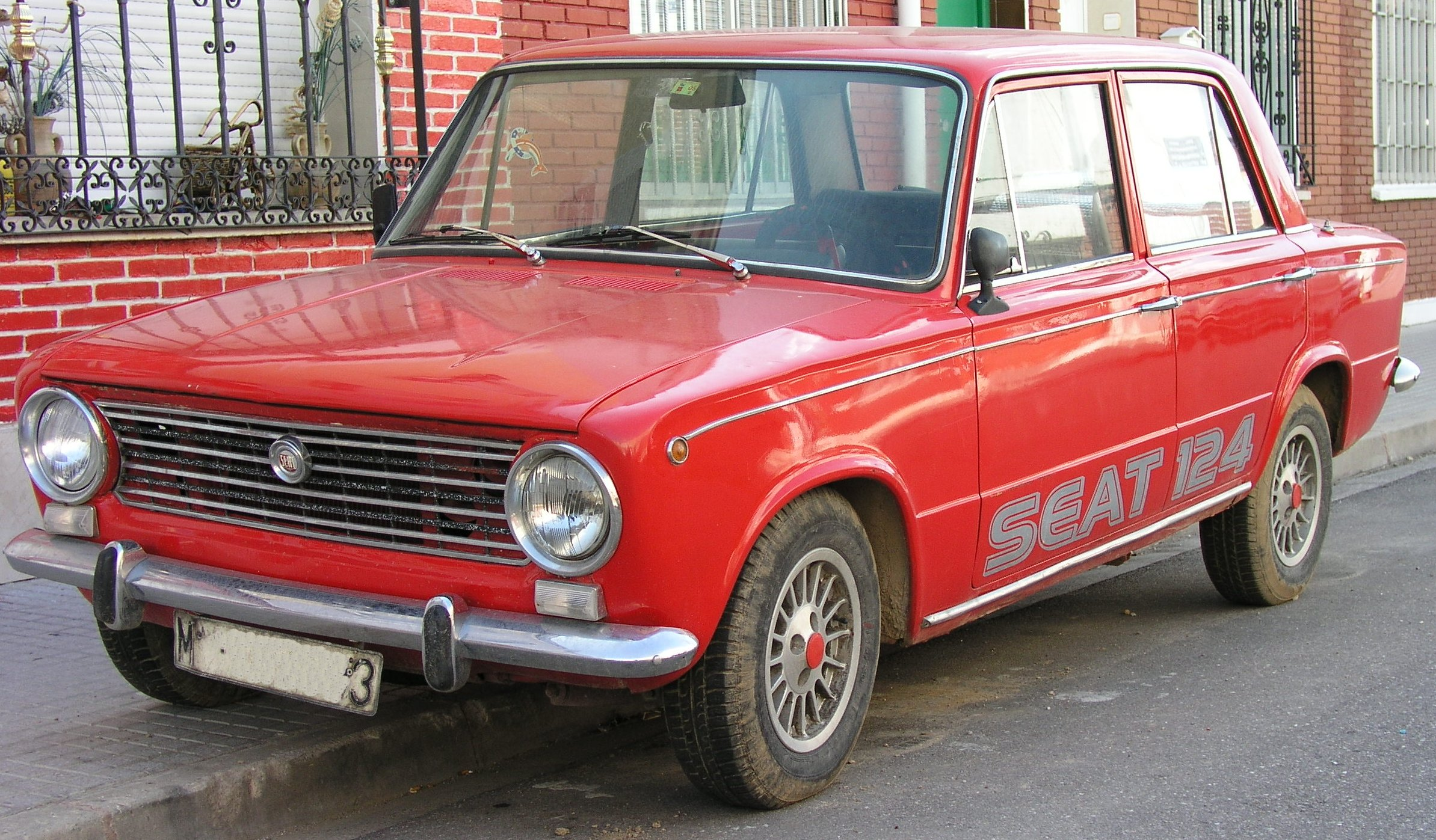
SEAT 124
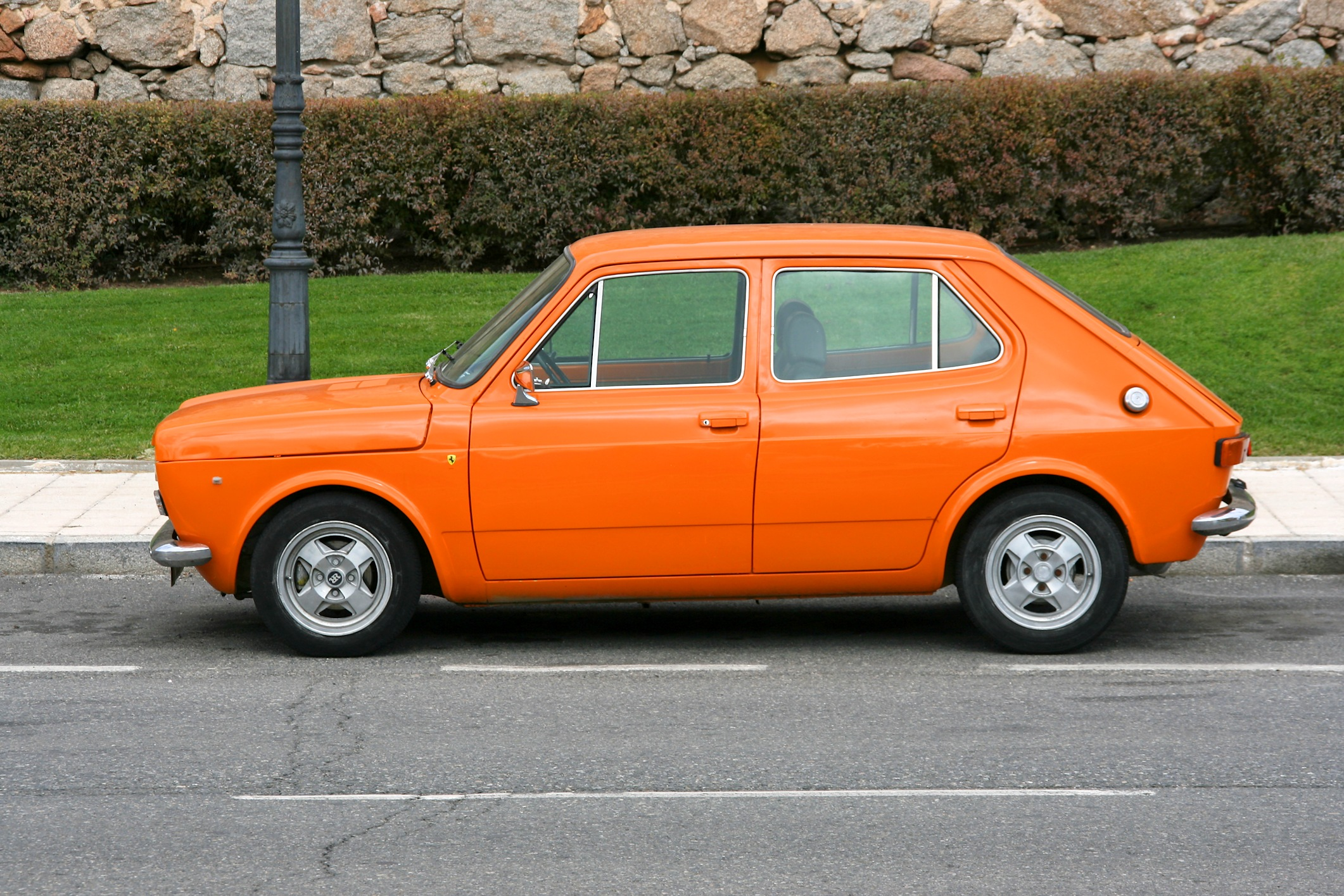
SEAT 127
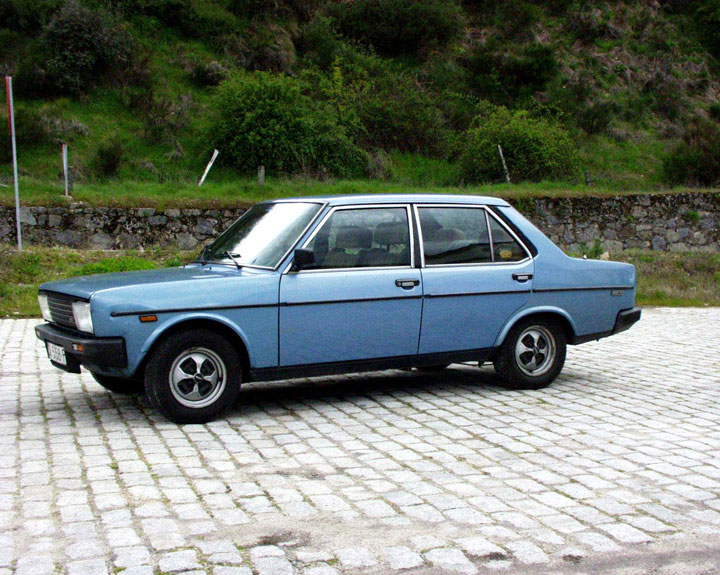
SEAT 131
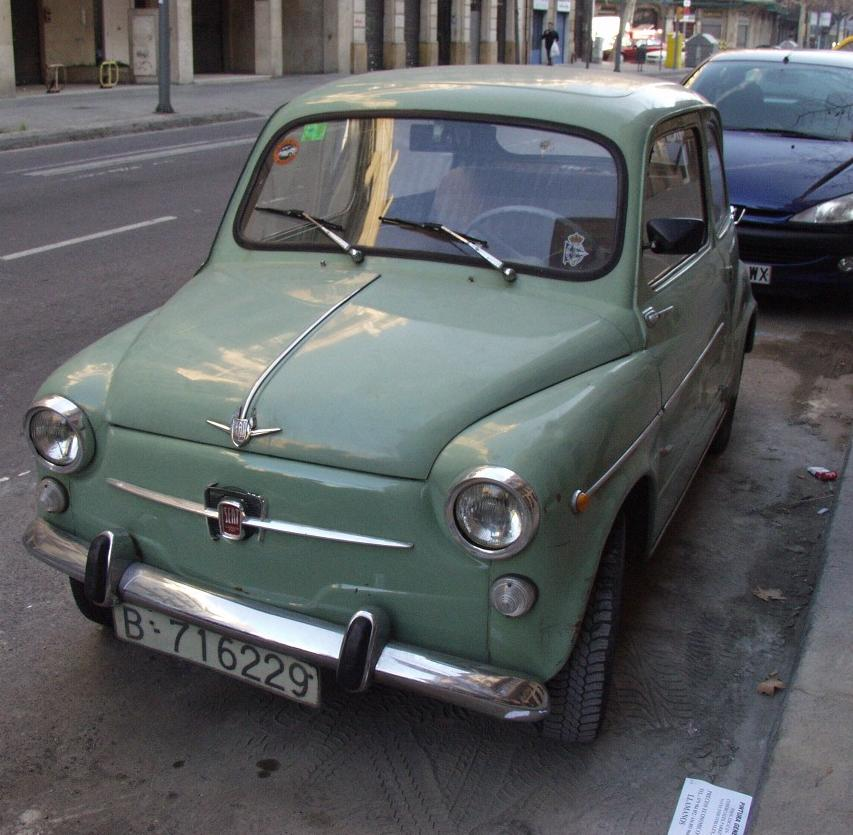
SEAT 600
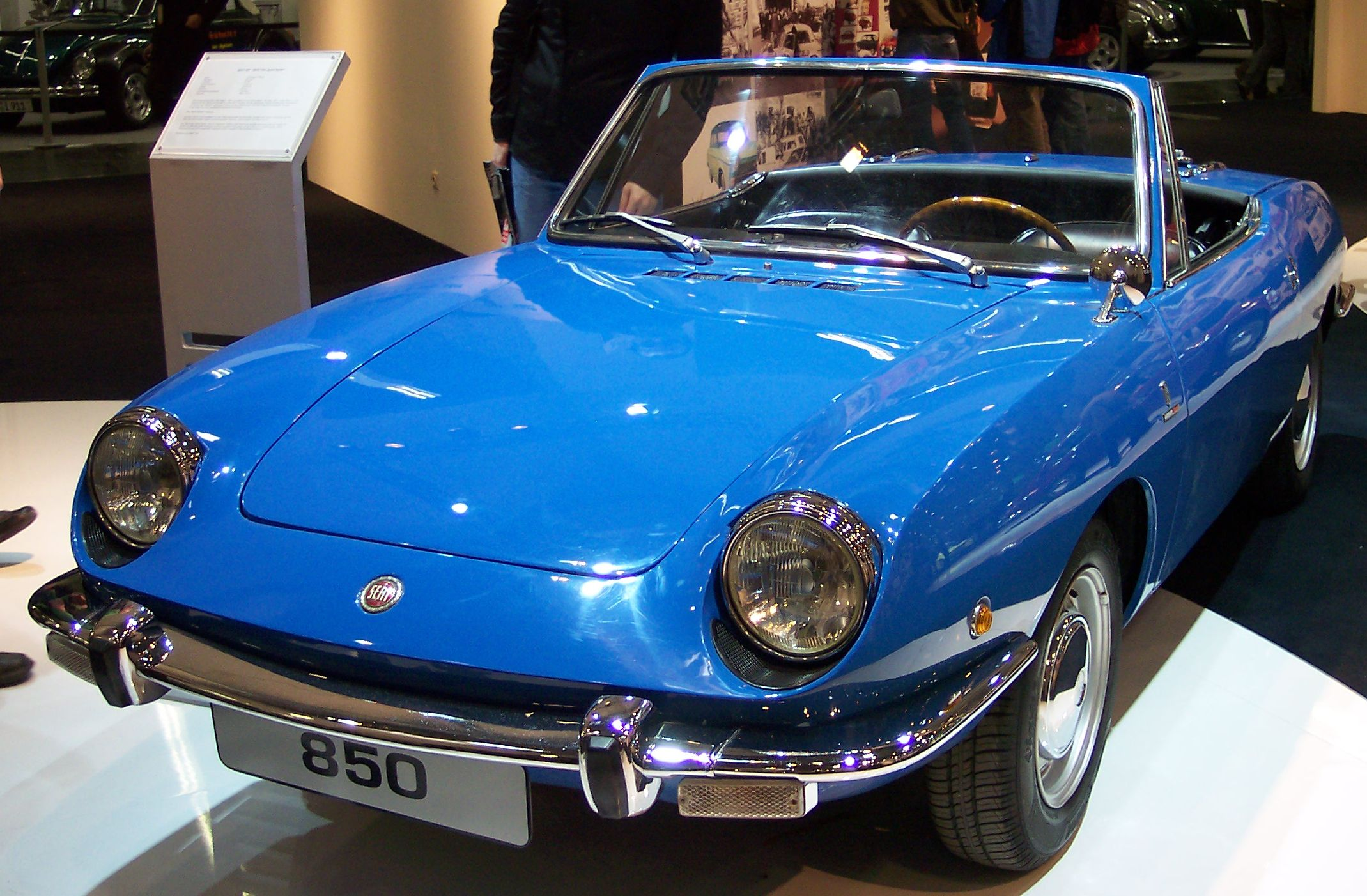
SEAT 850 Spider
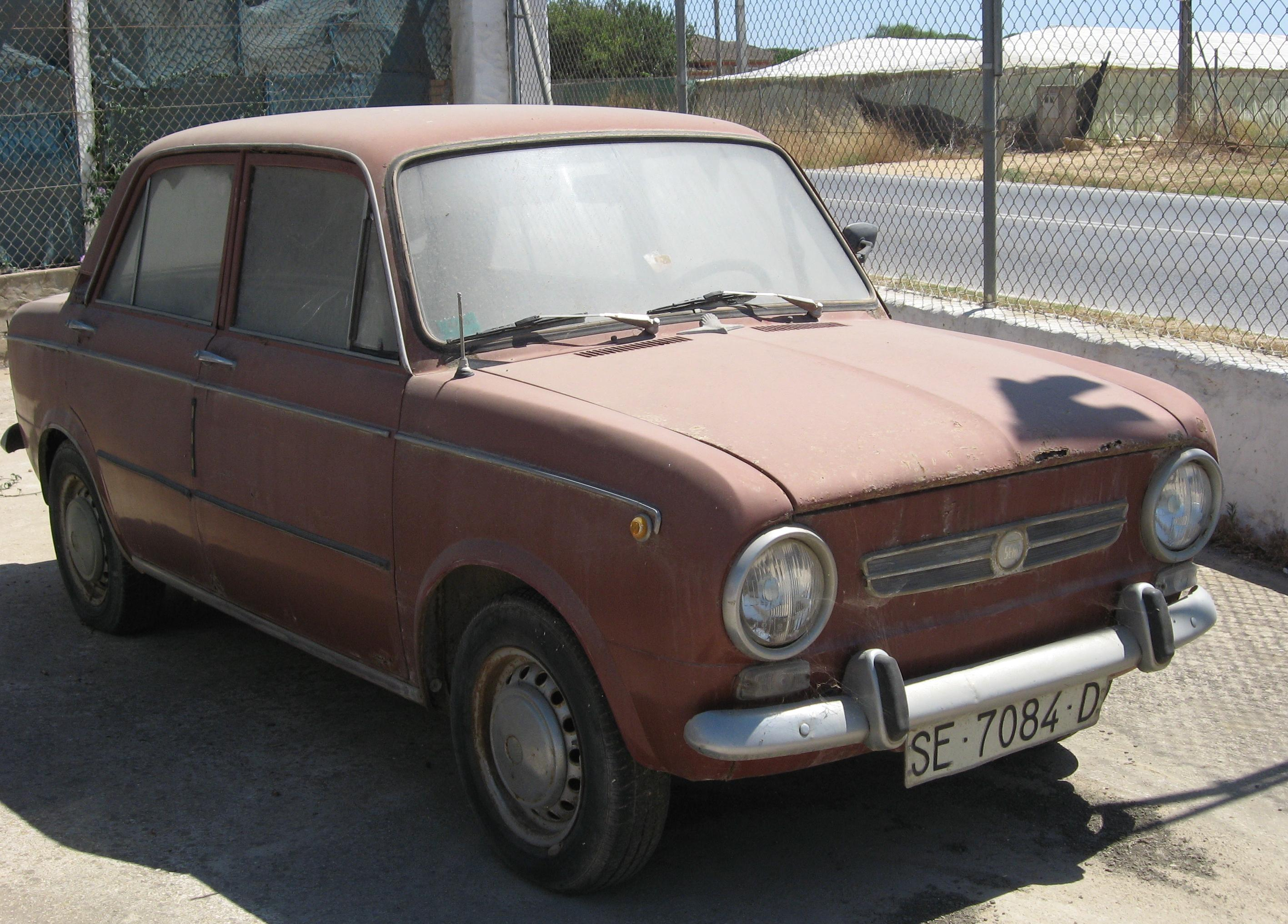
SEAT 850
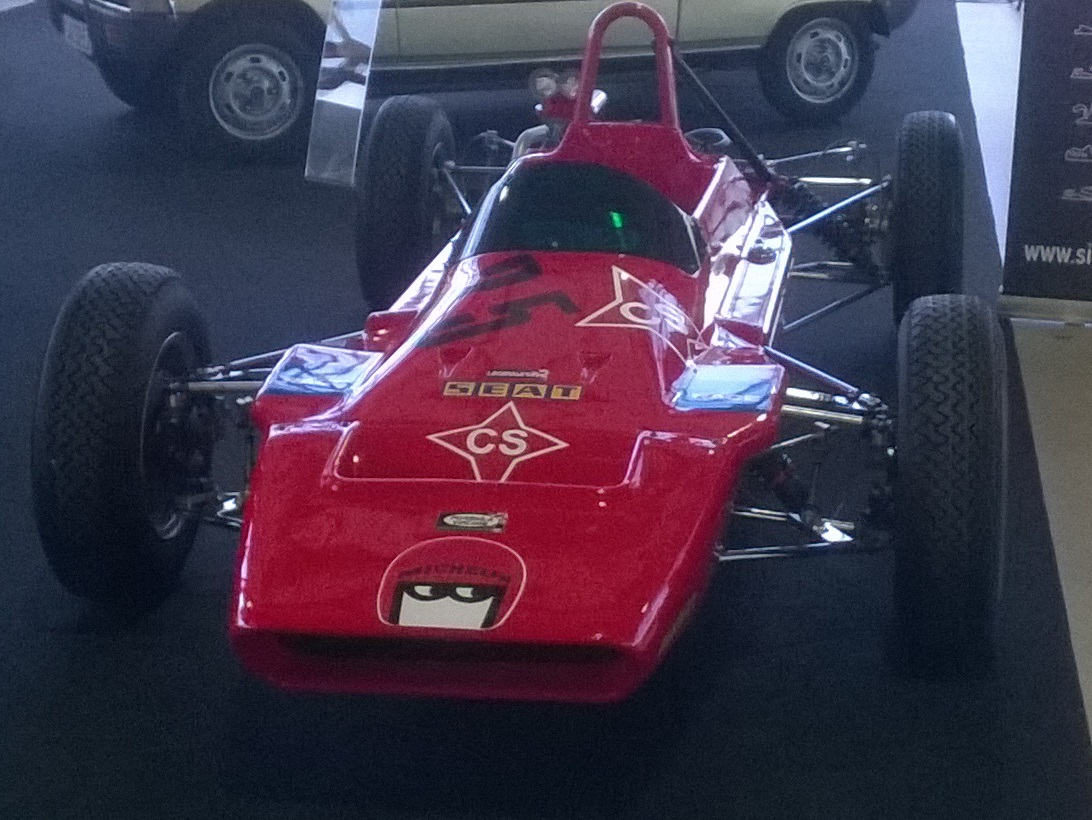
Formula 1430
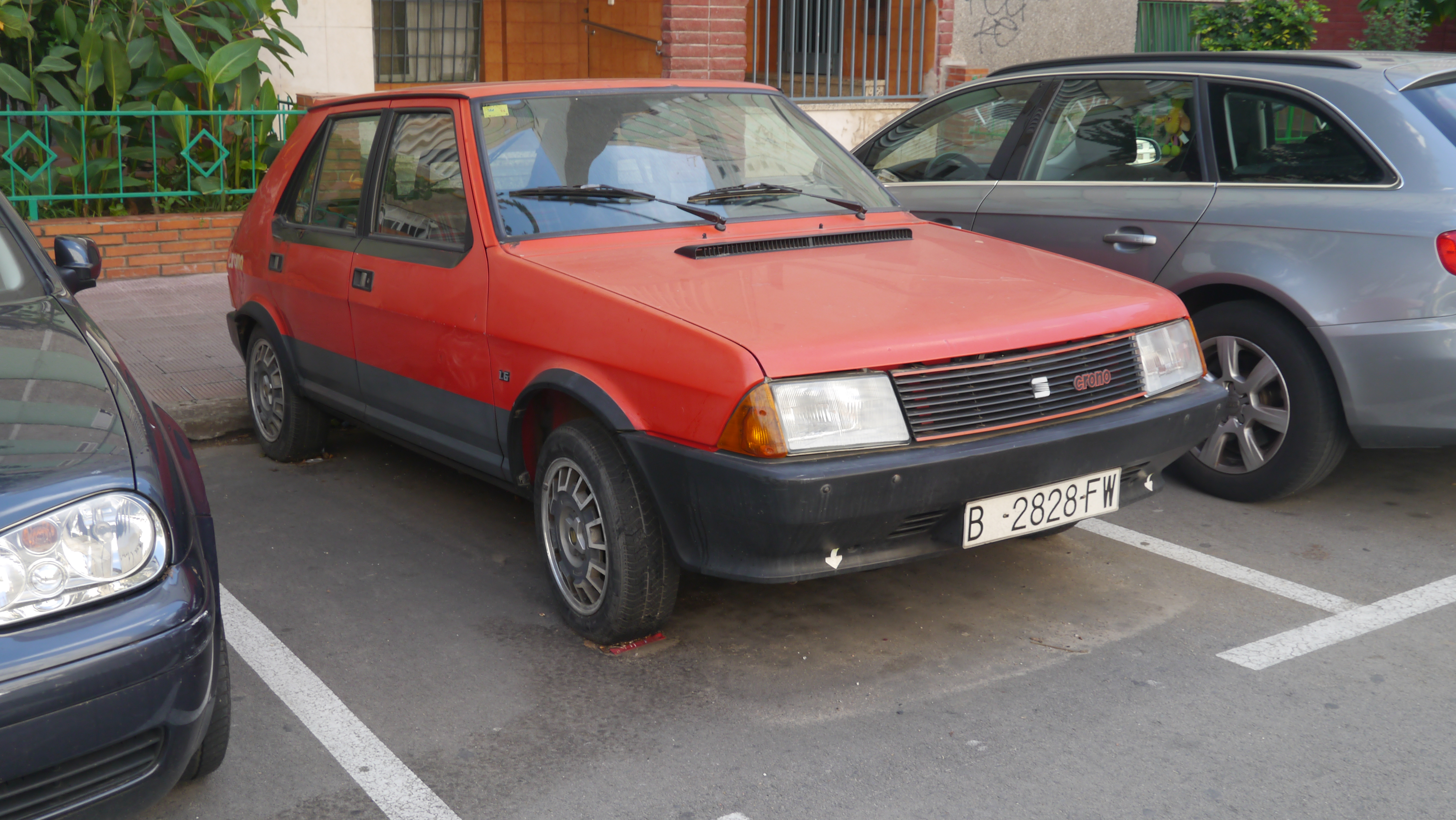
SEAT Ronda
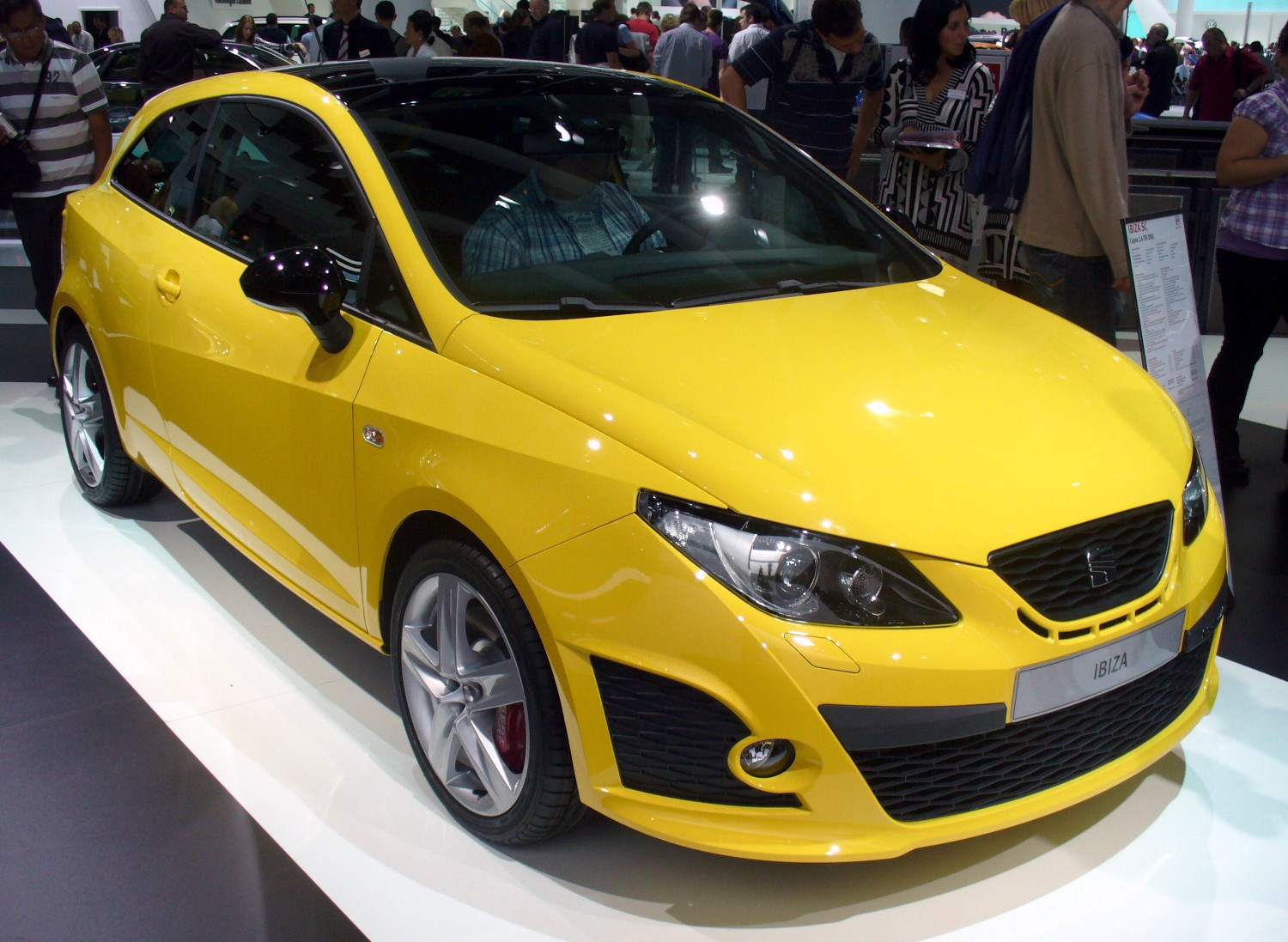
SEAT Ibiza
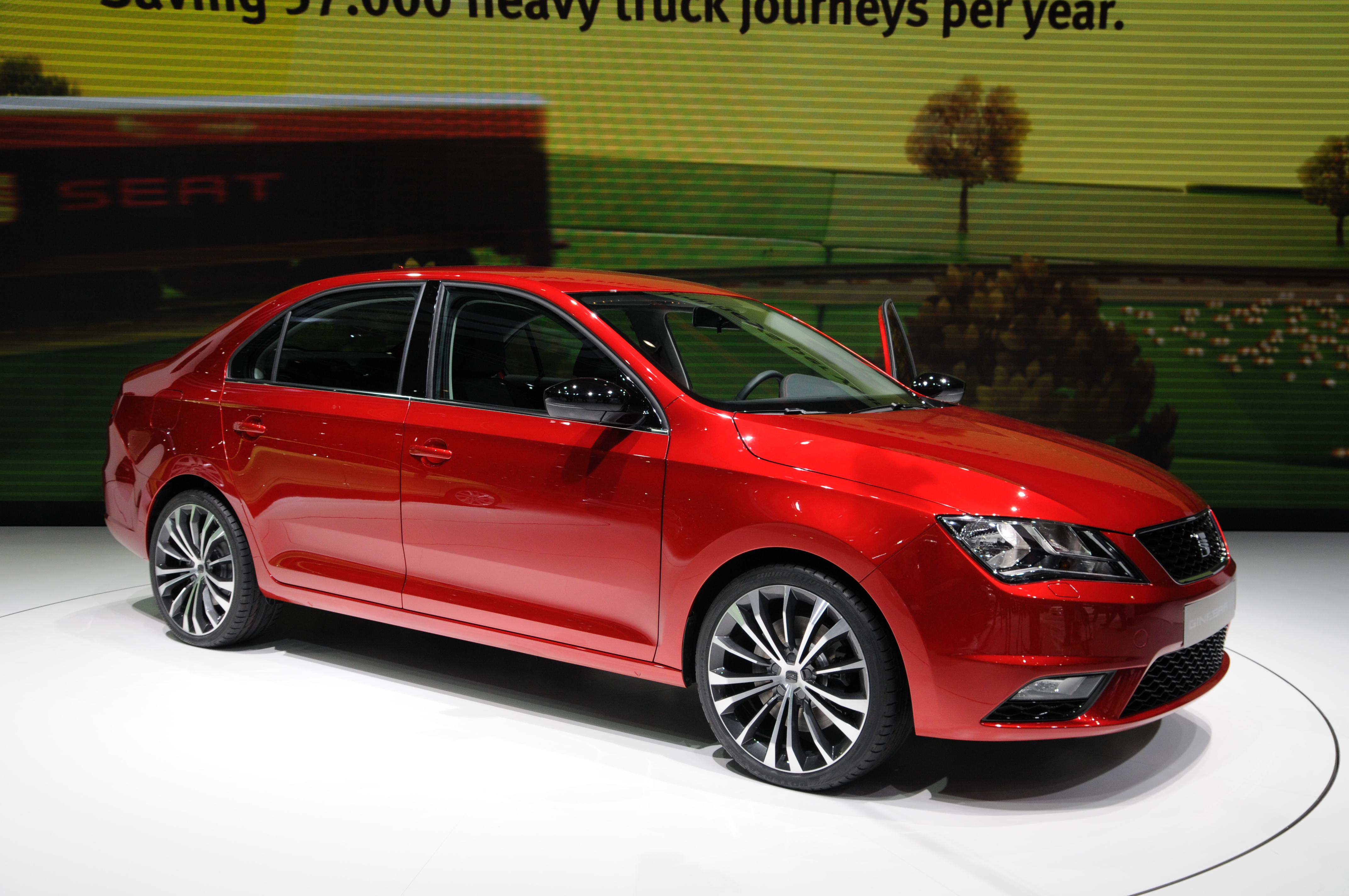
SEAT Toledo
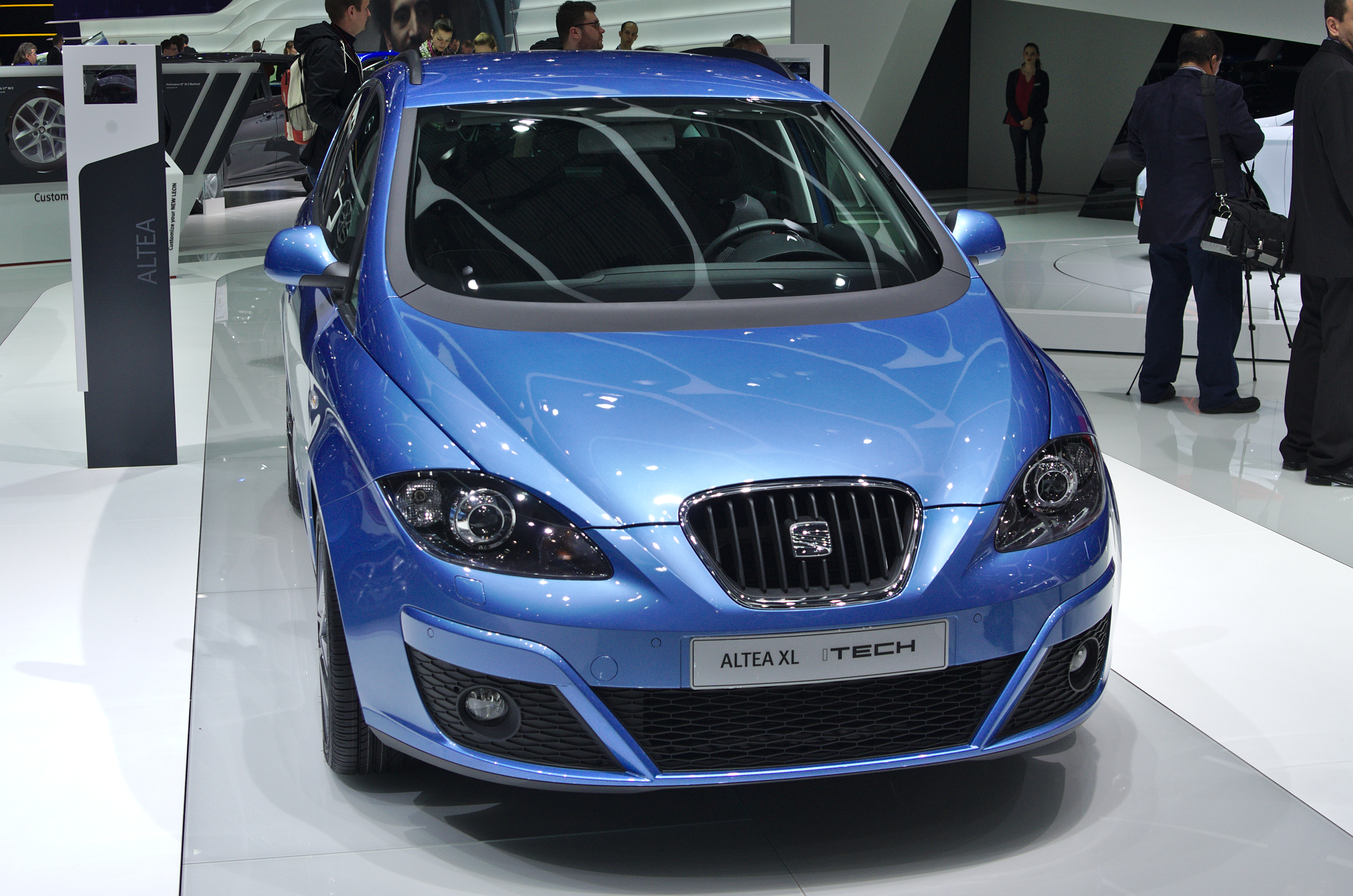
SEAT Altea
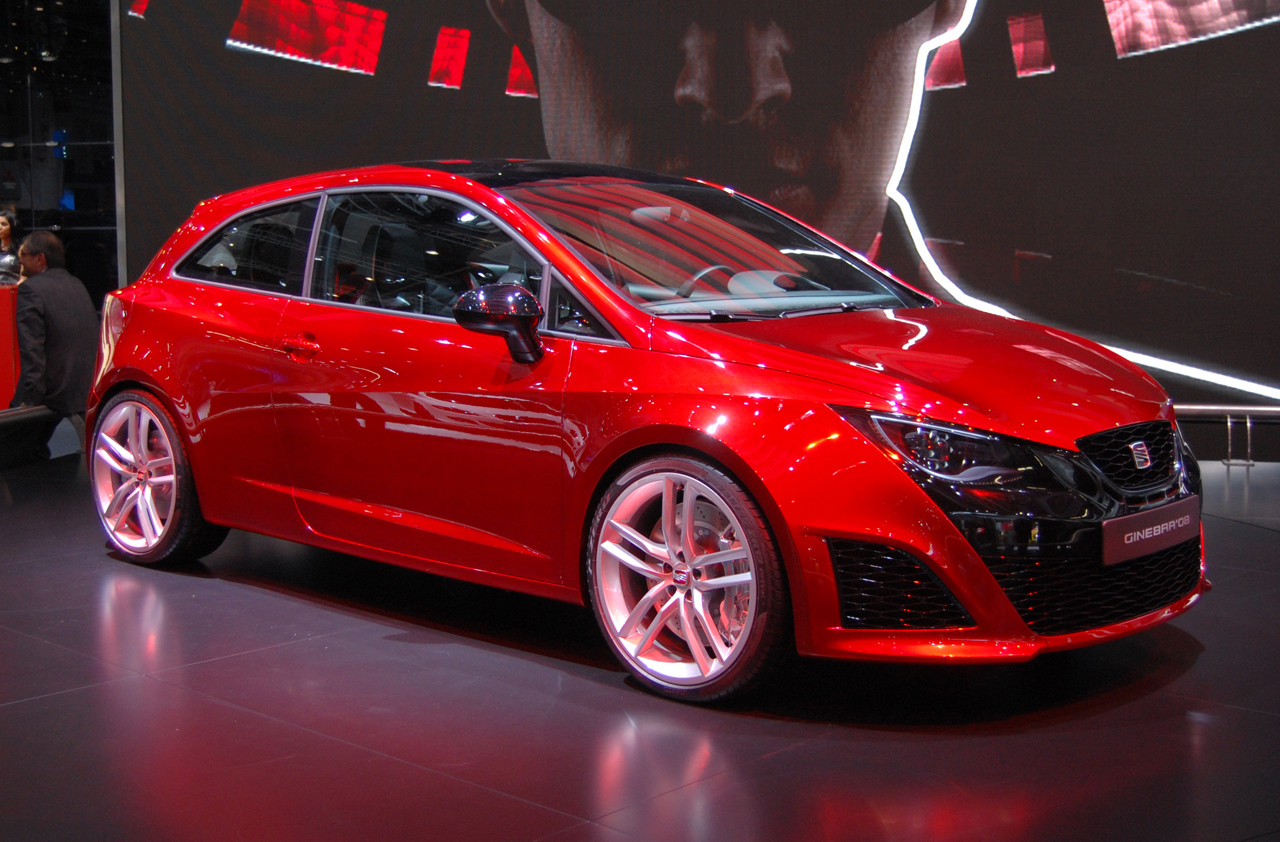
Концепт SEAT Bocanegra
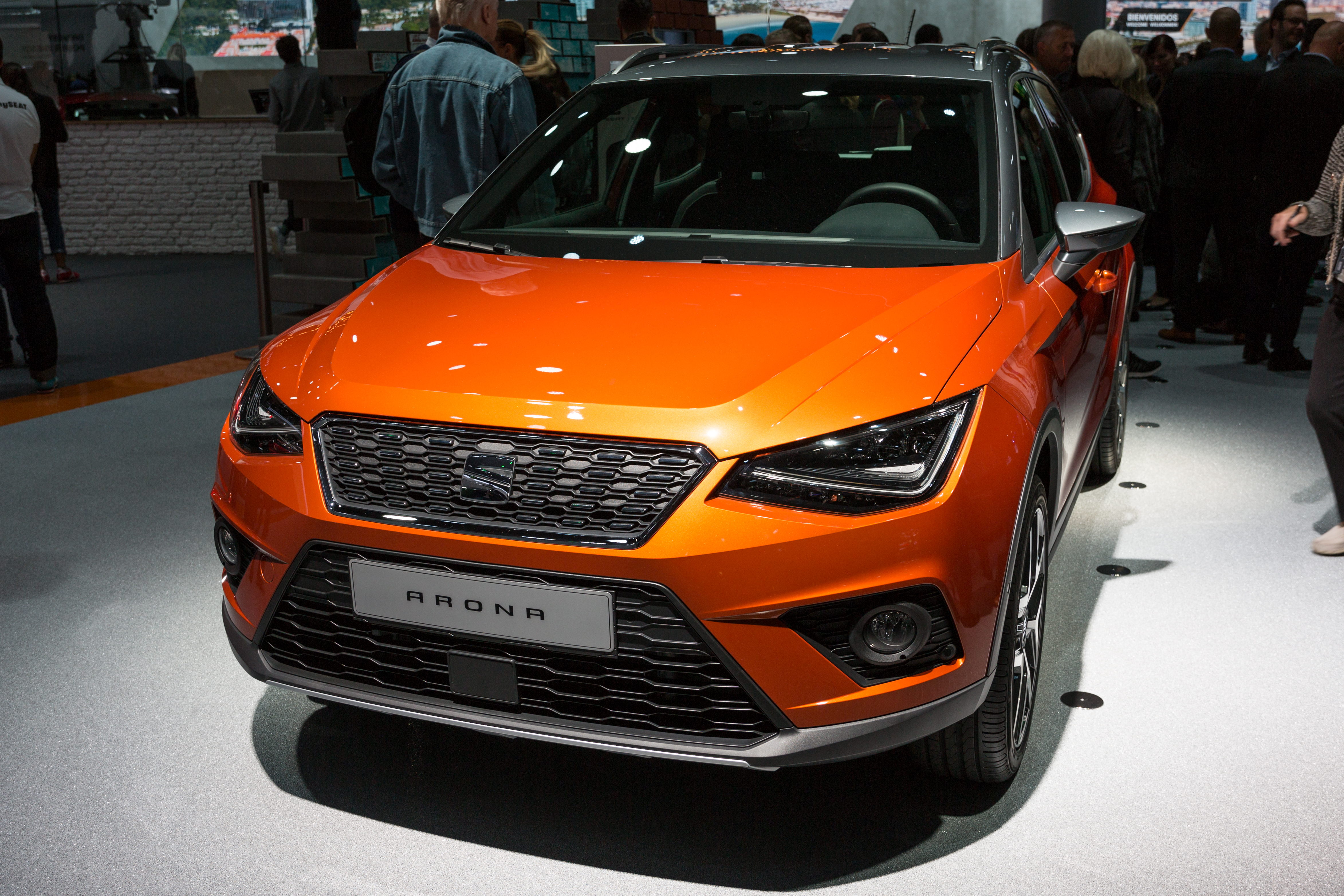
SEAT Arona
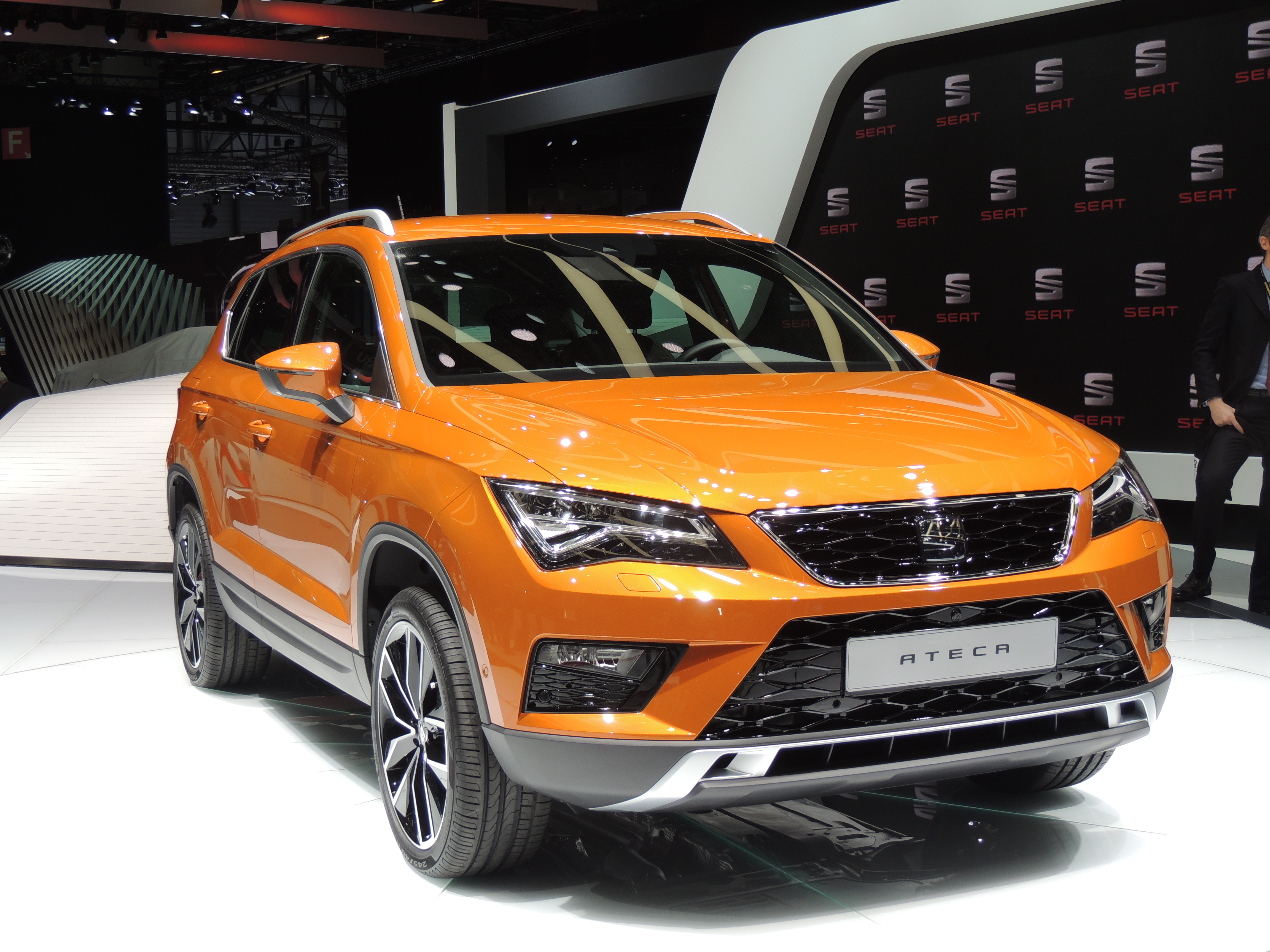
SEAT Ateca
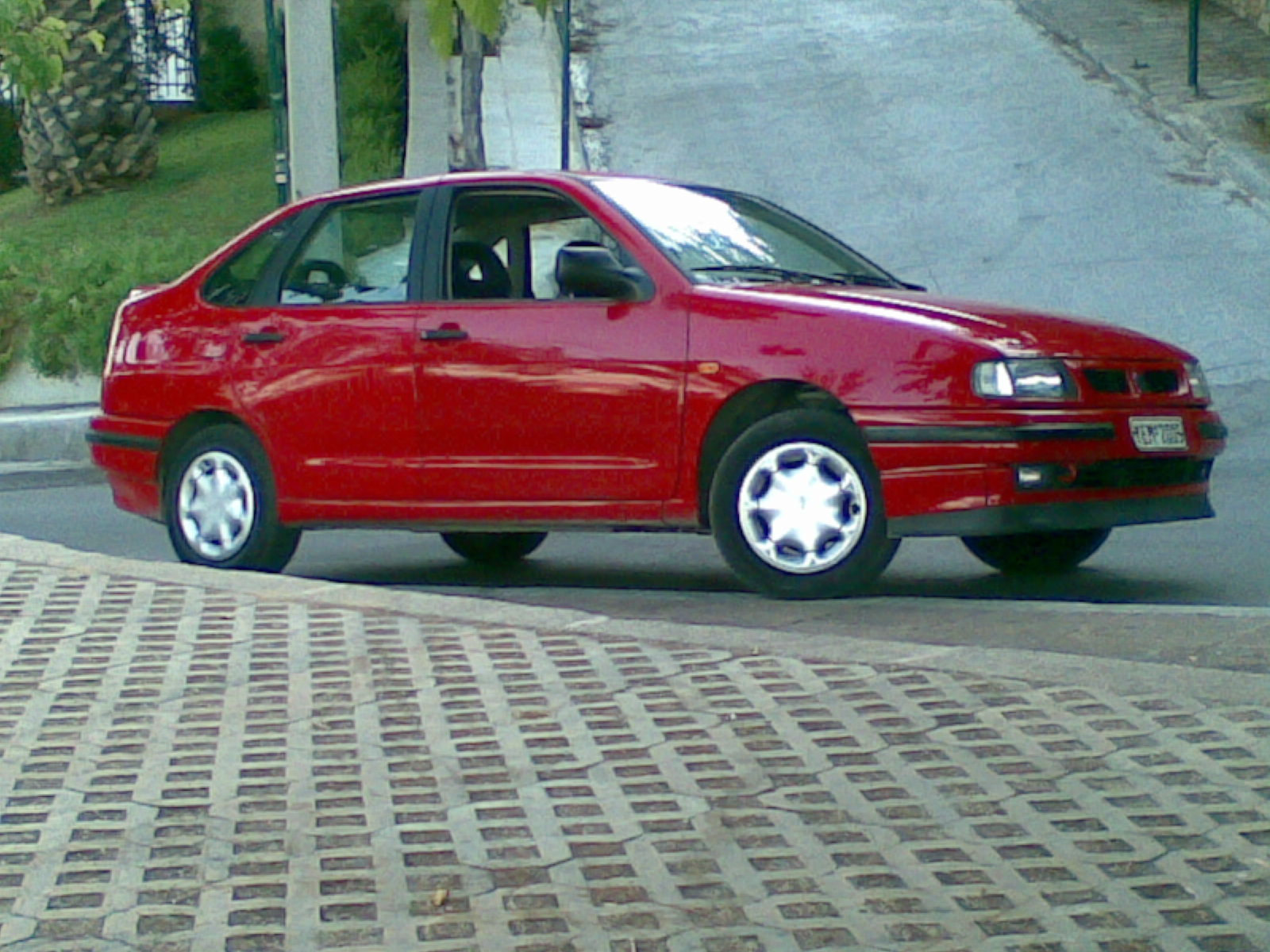
Seat Cordoba

## Логотип
- В 1982—1999 годах логотипом была буква «S» синего цвета с тремя острыми зубцами и внизу надпись «SEAT» синего цвета.
- В 1999—2012 годах логотипом была «разрезанная» на три части буква «S» серого цвета на красном фоне, внизу надпись «SEAT» красного цвета и изменён шрифт надписи.
- С 2012 года по настоящее время логотипом является буква «S» серого цвета в виде двух лезвий и внизу надпись «SEAT» красного цвета со слегка изменённым шрифтом.